# Моми (река)
Моми (англ. Maumee River) — река в США. На языке шони также известна как Hotaawathiipi.
Длина — 220 км, площадь водосборного бассейна — 16458 км². Моми образуется на территории Форт-Уэйна в Индиане после слияния рек Сент-Джозеф и Сент-Мэрис. Далее река в северо-восточном направлении протекает по территории штата Огайо, впадая в одноимённый себе залив озера Эри на территории города Толидо.
У Моми — самый большой бассейн среди рек, впадающих в Великие озёра. Некоторые из его левых притоков имеют истоки на юге Мичигана. Территорию русла реки занимают в основном ледниковые морены.
На реке нет крупных городов (крупнейшие — Форт-Уэйн и Толидо), тем не менее, загрязнение способствует эвтрофикации Эри, так как воды Моми приносят в озеро около половины фосфоросодержащих веществ.